# Field

Bij een interlaced videobeeld wordt niet het gehele beeld ineens opgebouwd.

Een field is de benaming voor een half frame (beeld) in video. Wanneer men een frame in video bekijkt, zal dit uit twee fields bestaan: de oneven beeldlijnen, en de even beeldlijnen. Het om en om verversen van deze fields noemt men interlaced scanning.
Met progressive scanning is er geen sprake van fields, elk frame bestaat uit een beeldje.

## Formaten
- PAL: 25 frames, 50 fields per seconde, 625 lijnen, oneven beeldlijnen eerst
- SECAM: 25 frames, 50 fields per seconde, 625 lijnen, oneven beeldlijnen eerst
- NTSC: 30 frames, 60 fields per seconde, 525 lijnen, even beeldlijnen eerst
- PAL-M: 30 frames, 60 fields per seconde, 525 lijnen, even beeldlijnen eerst